# بو ميرتشوف
ويليام بو ميرتشوف (ولد في 13 يناير 1989) هو ممثل أمريكي كندي إشتهر لدوره في سلسلة إم تي في حرج.

## النشأة
ولد ميرتشوف في سياتل، واشنطن. بعدها بيومين إنتقلت عائلته إلى فيكتوريا (كولومبيا البريطانية). والده هو بيل طبيب أقدام من كاليفورنيا ووالدته كايلي هي مواطنة من سياتل وربة بيت. بو لديه شقيق أكبر منه يدعى لوك (ولد في 1985) وشقيقة صغرى تدعى رايانا. يحمل ميرتشوف جنسية مزدوجة للولايات المتحدة وكندا.

## الأعمال
| السنة | العنوان                                             | الدور        | ملاحظات        |
| ----- | --------------------------------------------------- | ------------ | -------------- |
| 2006  | فيلم مخيف 4                                         | روبي راين    |                |
| 2007  | In the Land of Women                                | مراهق        |                |
| 2009  | الحقد 3 (فيلم)                                      | أندي         |                |
| 2009  | Stranger with My Face                               | غوردن لامبرت | فيلم تليفيزوني |
| 2011  | أنا رقم أربعة (فيلم)                                | درو          |                |
| 2013  | The Wizards Return: Alex vs. Alex                   | دومنيك       | فيلم تليفيزوني |
| 2013  | Secret Lives of Dorks, TheThe Secret Lives of Dorks | كلارك        |                |
| 2014  | Born to Race: Fast Track                            | جيك كيندال   |                |
| 2014  | See You in Valhalla                                 | جوني         |                |
| 2014  | Poker Night                                         | جيتير        |                |
| 2015  | Grass Stains                                        | إريك         |                |
| 2015  | Tell Tale Lies                                      |              |                |
| 2017  | Party Boat                                          | جوناثن       | فيلم تليفيزوني |
| 2017  | فلاتلينرز (فيلم)                                    | براد         |                |

| السنة   | العنوان                           | الدور                | ملاحظات                                                  |
| ------- | --------------------------------- | -------------------- | -------------------------------------------------------- |
| 2003    | Romeo!                            | شيس                  | حلقة: "He Got Blame"                                     |
| 2007–08 | Heartland                         | بنيامين "بن" ستيلمان | 6 حلقات                                                  |
| 2009–10 | ربات بيوت يائسات (مسلسل)          | داني بولين           | 18 حلقة                                                  |
| 2011    | CSI: Miami                        | جاريد هاتش           | حلقة: "Paint It Black"                                   |
| 2011    | he Protector ‏                     | تايلر                | حلقة: "Beef"                                             |
| 2011–16 | أوكوارد                           | ماتي ميكبن           | الدور الرئيسي جوائز إختيار المراهقين الممثل اللامع: ذكور |
| 2012    | سي اس آي: التحقيق في موقع الجريمة | جيك بيشان            | حلقات: "Trends with Benefits"                            |
| 2015    | Aquarius                          | ريك زوندرفان         | دور متكرر                                                |

## وصلات خارجية
- بو ميرتشوف على موقع IMDb (الإنجليزية)
- بو ميرتشوف على موقع ألو سيني (الفرنسية)
- بو ميرتشوف على موقع أول موفي (الإنجليزية)
- بو ميرتشوف على موقع قاعدة بيانات الفيلم (الإنجليزية)